# イグナシオ・メンデス
フアン・イグナシオ・メンデス（スペイン語: Juan Ignacio Méndez、1997年4月28日 - ）は、アルゼンチンのサッカー選手。ポジションはMF。

## クラブ歴
2005年にアンデス・タジェレスの下部組織に加入した。2009年にボカ・ジュニアーズのトライアルに参加したが移籍はならなかった。2012年にAAアルヘンティノス・ジュニアーズの下部組織に移籍した。2017年7月8日のプリメーラB・ナシオナルで初のベンチ入りを果たし、同月12日に選手初出場を記録した。このシーズンにクラブは昇格した。
2019年1月にカルロス・キンタナの移籍取引の一環でCAタジェレスに完全移籍した。

## 代表歴
2017年、エセキエル・バルコの負傷に伴って2017 FIFA U-20ワールドカップのメンバーに選出された。しかし彼自身は出場機会が無かった。

## 家族
アルゼンチン生まれであるが、祖母がチリ出身である。